# Beges
Els beges són un poble nòmada que viu principalment a les muntanyes de la costa de la mar Roja, al Sudan, format per vora dos milions de persones. S'anomenen bedawiyet i parlen el beja, una llengua afroasiàtica, a vegades classificada com a cuixítica, però parlen l'àrab com a segona llengua. Són els descendents dels blèmies, ja esmentats fa quatre mil anys i que haurien viscut a la regió des de fa sis mil anys.

## Característiques del poble beja

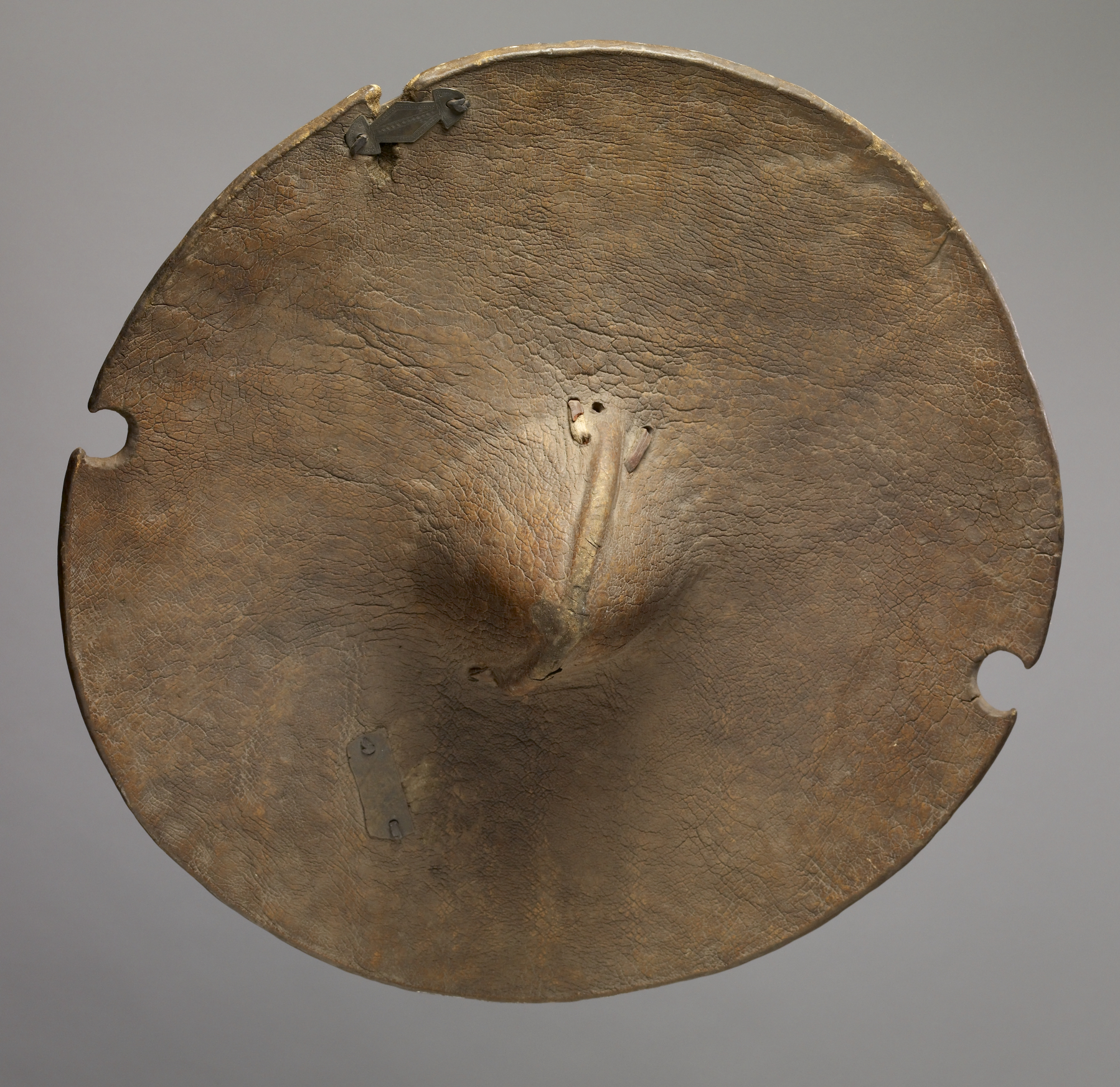
Un escut de Beja, a partir de pell d'animal, des del.

Els beges són conservadors i lleials al clan (diwab) més que a la unitat tribal. Són poc hospitalaris (excepte amb els amics íntims) i no els agraden els estrangers. La família és patriarcal i el cap de família respon de l'honor de tots. Els matrimonis són concertats pel cap de família, sovint amb cosins. El divorci està permès. Els nois són circumcidats i a les dones se'ls amputa el clítoris. La dona no té dret d'herència. No es practica la revenja, sinó que es busca el compromís i la compensació. Practiquen la religió musulmana, però d'una manera distant i els ordes sufís no tenen gaire incidència, exceptuant la Mighaniya i la Majdubiya. Les dones porten el cabell llarg i els homes estil afro.

## Economia
La base econòmica és l'agricultura (en aquells llocs on el terreny ha permès establir granges), la pastura i el treball a les ciutats. L'ofici tradicional és fer de pastor portant els ramats als llocs adequats a cada època. Utilitzen bàsicament el camell i també en tenen ramats. Del camell n'aprofiten la llet, la carn, la pell i el greix. Els camells dels beges es venen a Egipte i Aràbia. Els camells dels beges són de tres classes, Shallagea, Aririit i Matiaat. També fan servir el cavall.

## Tribus
- Hadendowa: és el grup principal i existeix des de vers el 1600; viuen al sud de Port Sudan i a Eritrea.
- Bisjarin: tribu creada després de l'any 1000, amb un ancestre comú anomenat Bishar ibn Marwan ibn Ishaq ibn Rabi'a; viuen al nord de Port Sudan.
- Ama'ar, tribu originada vers el 1750; viuen als turons de la mar Roja, al nord de Port Sudan.
- Bani-Amir, viuen a Eritrea i al sud de Sudan i parlen com a segona llengua el tigrinya; es divideixen en castes (nobles o nabtabs i servidors o tigres).
- Ababda, viuen a Egipte i al nord-est de Sudan

## Història
Els egipcis els deien blèmies i aquest nom va ser reprès per grecs i romans. Al començament de l'època cristiana van començar a utilitzar el camell. Els axumites els deien bega. Es van convertir al cristianisme durant el segle vi, després de ser derrotats pel rei cristià de Nobàtia, Silko.
Al 638, després de la conquesta àrab d'Egipte, es va signar un tractat amb els beges que els garantia la llibertat de religió i els permetia comerciar amb Egipte, però els prohibia fer incursions i els imposava un tribut en camells. Sota els fatimites, durant els segles x i xi, el comerç amb Egipte es va incrementar, així com amb els regnes cristians de Núbia. Algunes incursions de saqueig cap a Egipte foren respostes amb una expedició el 831 que va derrotar el cap dels beja, Kanum, i li va imposar un tractat que reconeixia la sobirania del Califa, el respecte a la religió musulmana, i el lliure transit pel seu territori. No obstant les lluites van seguir, i van haver nous atacs i contraatacs i els beja van refusar pagar el tribut per les mines d'or. Derrotats el 855, el seu cap va haver d'anar a Samarra a fer submissió personal al califa (856) però al cap d'un any ja tornaven a atacar i van arribar fins al-Fustat. Finalment els àrabs van dominar la regió el 868/869. Els beja estaven dividits llavors en diverses regnes menors alguns dels quals foren suprimits.
El seu territori va agafar més importància un segle més tard per ser el pas per les caravanes cap al port d'Aydhab. Yakubi enumera sis regnes beja. Durant les croades els pelegrins musulmans havien de passar per territori dels beges per anar a la Meca i els beges venien aigua i els productes que produïen als viatgers. Al segle xiii, en contacte amb els mamelucs egipcis (que es van establir a Suakin), es van fer musulmans i van participar en els atacs als regnes cristians de Núbia.
Adhyab va declinar al segle xiv quan les mines d'or es van abandonar. El grup principals dels beja, els hadarib va emigrar cap al sud i van esdevenir la casta dominant dels Balaw que dominaven el país de Suakin-Massawa. L'expansió de les tribus àrabs que pujaven el Nil i l'establiment del sultanat funj el 1504 va portar la islamització general. El 1517 el territori fou considerat dintre dels dominis otomans. Una mica després la guerra entre otomans i perses va bloquejar la ruta de la seda i la importància de Suakin va augmentar. Els Banu Amir, un conglomerat de tribus beja dominat pel clan àrab sudanès dels Nabtab havia suplantat als Balaw al final del segle xvi, es va reconèixer vassall dels funj.
Al segle xviii quasi tots els beges van quedar sotmesos almenys nominalment al regne Funj de Sennar, però en la pràctica van restar independents. A començaments del segle xix el grup beja dels Hadarib (el mateix nom però diferents dels antics Hadarib) va dominar Suakin.
El 1820 Muhammad Ali va envair Núbia. Els beges foren derrotats en diversos xocs menors, i li van haver de pagar tribut. El 1831 van eliminar un contingent egipci, però es van sotmetre davant de noves forces més equipades. Un fortí egipci es va establir a Kasala el 1840. El 1844 es van revoltar i foren massacrats pels egipcis de Kasala esdevingut centre comercial i militar per controlar els beges.
Va seguir una època de pau fins a la revolució del Mahdi el 1881. Els beges van tardar a unir-se al cap religiós, però finalment Osman Digna (Uthman Dikna) va unir les tribus i van fer costat al Mahdi. Durant la guerra la població fou delmada i van morir quatre cinquenes parts del mig milió de beges. La conquesta de la capital beja, Tukar, el 1891, pels angloegipcis, va marcar el principi del final. La revolta fou finalment liquidada per Kitchener el 1898.
L'establiment del control britànic va millorar llur situació econòmica i social. Els britànics van donar autonomia als caps locals (nazirs), als caps tribals (omdas) i als caps religiosos (shaykhs) a canvi de tranquil·litat als camins i d'un tribut. El 1922 es va crear Port-Sudan per substituir al vell Suakin on no podien ancorar els moderns vaixells. La crisi dels anys quaranta va obligar a molts beges a col·locar-se de treballadors al port i feines similars a Port Sudan, que fou poblat quasi exclusivament per beges.
Els beges s'havien mantingut aïllats fins aquest segle i havien evitar la pèrdua de la seva identitat ètnica i lingüística. La sequera de 1984-1986 va ser un desastre per aquest poble amb la pèrdua de gran part dels ramats. Després d'això als grups urbans es van començar a organitzar moviments polítics. El nacionalisme beja va esclatar el 1986 quan l'estàtua del líder beja Osman Digna a Port Sudan va aparèixer amb les mans i el cap tallats. Es van produir manifestacions i marxes i es van agafar armes (ganivets, arcs i fletxes).
El 1994 la principal organització dels beges, el Congrés del Beges, va ingressar al Front Nacional Democràtic i va començar la lluita armada. El 1995 el líder Amin Shingrai va signar la declaració d'Asmara amb altres grups (llavors controlava Garoura i Hamshkoraib); el líder posterior, el Sheikh Omar era més radical que un altre líder, el Sheikh Suliman Betay, que té el suport dels grups tradicionals. El Congrés Beja va acollir malament l'acord de pau entre el govern de Khartum i el sudista Sudan Peoples Liberation Army (SPLA), aliat dels beges, que els deixa aïllats, i va signar un acord amb un altre grup oriental (els Lleons Lliures Rashaida, 2004) i el Moviment per la Justícia i la Igualtat de Darfur (2006). El 14 d'octubre de 2006 es va arribar a un acord de pau. En les eleccions del 2010 només un nacionalista beja membre del Congrés dels Beges, va obtenir representació al parlament.

## Símbols
La bandera del Congrés dels Beges serveix de facto com a bandera nacional.